# Daloa (departement)
Daloa är ett departement i Elfenbenskusten. Det ligger i regionen Haut-Sassandra, i den centrala delen av landet, 140 km väster om huvudstaden Yamoussoukro.